# Moskwa (Tadżykistan)
Moskwa (tadż. Москва - trl. Moskva, trb. Moskwa; ros. Московский - trl. Moskovskiy, trb. Moskowskij; dawna nazwa Czubek) – osiedle typu miejskiego w Tadżykistanie (wilajet chatloński).
Miasto znajduje się ok. 20 km na południe od Wose - stolicy dystryktu. W jego bezpośrednim sąsiedztwie znajdują się miejscowości: Pachtakor (1,5 km na zachód), Okmazor (1 km na wschód), Sadbargo (0,5 km na północ) oraz od południa Beszkappa (2,0 km) i dawny sowchoz Czubek (1,5 km).